# Relación agua-cemento

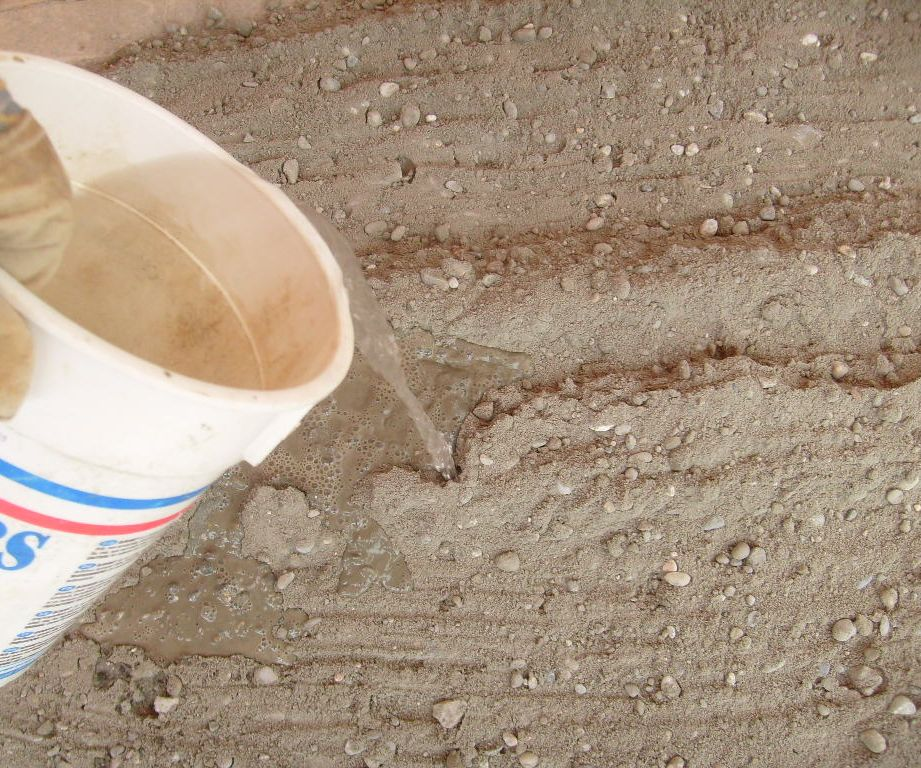
Mezclado manual del cemento.

La relación agua-cemento, también conocida como razón agua/cemento , a/c, o pasta cementicia es uno de los parámetros más importantes de la tecnología del hormigón, pues influye considerablemente en la resistencia final del mismo.
Expresa la íntima relación que existe entre el peso del agua utilizada en la mezcla y el peso del cemento. Como es matemáticamente una razón, debe usarse un signo de división (barra: / ) y nunca un guion.
Dado que el peso del agua utilizada siempre debe ser menor que el peso del cemento, el guarismo resultante es menor que la unidad.
Una relación agua/cemento baja, conduce a un hormigón de mayor resistencia que una relación agua/cemento alta. Pero cuanto más alta sea esta relación, el hormigón será más trabajable.
La menor relación a/c para obtener una hidratación completa del cemento se considera igual a 0,42 y la mayor 0,60.
La razón por la cual la RAC debe ser entre 0,42 y 0,60 (por lo general: una cantidad de peso de agua con respecto a dos cantidades de peso del cemento con una variación del 25% por exceso o 18% por defecto de cemento) es que las partículas de cemento deben hidratarse correctamente. Un exceso de agua lleva a que las partículas lleguen a un punto en el que no absorben más agua, por lo que quedan espacios vacíos en los que nada actúa.
La falta de agua no permite que las partículas se hidraten lo suficiente por lo que no cumple la función aglomerante.
- Datos: Q1413436